# 치아파스메기
치아파스메기(Lacantunia enigmatica)는 희귀종 메기류의 일종이다. 치아파스메기과(Lacantuniidae)와 치아파스메기속(Lacantunia)의 유일종으로 칠레의 토착종이다. 2005년 멕시코 치아파스주의 라칸툰 강에서 처음 발견했다.